# Thuế thu nhập
Thuế thu nhập là thuế đánh vào thu nhập của cá nhân và pháp nhân. Trong trường hợp đánh vào thu nhập của cá nhân, nó được gọi là thuế thu nhập cá nhân. Còn trong trường hợp đánh vào thu nhập của pháp nhân, nó được gọi là thuế doanh nghiệp, thuế thu nhập doanh nghiệp, thuế sự nghiệp, thuế lợi nhuận, v.v... Ở hầu hết các nước, thuế thu nhập là nguồn thu của chính quyền trung ương.

## Cơ sở tính thuế
Cơ sở tính thuế là thu nhập, song có nhiều cách xác định thu nhập chịu thuế. Có nơi, cơ sở tính thuế là những khoản thu nhập được cơ quan thu xác định là thu nhập để tiêu dùng. Có nơi, cơ sở tính thuế là những khoản thu nhập thường xuyên; còn thu nhập nhất thời, thu nhập ngoài kế hoạch của người nộp thì không bị đánh thuế. Lại có nơi, cơ sở tính thuế là mọi khoản thu nhập.
Thu nhập thường được tính cho thời gian một năm tài chính. Thuế suất thuế thu nhập là tỷ lệ thu bằng một số phần trăm nhất định của thu nhập trong một năm tài chính.

## Thuế thu nhập là thuế trực thu
Vì người nộp thuế và người phải chi tiền đóng thuế là một, nên thuế thu nhập là một thứ thuế trực thu. Đối tượng thu là cá nhân hoặc pháp nhân. Ở nhiều nước, bất cứ cá nhân nào cũng phải đóng thuế thu nhập. Đứng từ góc độ lý thuyết chuẩn tắc của kinh tế học công cộng, hễ chủ thể kinh tế nào tiêu dùng hàng hóa công cộng thì đều phải nộp thuế bất kể thu nhập của người đó nhiều hay ít (đánh thuế theo lợi ích). Song trong thực tế, việc thu thuế thu nhập từ những người có thu nhập thấp hơn một ngưỡng nhất định có thể không đem lại nhiều lợi ích bằng với chi phí kỹ thuật cho việc thu thuế. Do đó theo nguyên tắc về "tính đơn giản" của thuế, nhiều nước áp dụng thuế suất 0% đối với nhóm người này, hay nói cách khác chỉ thu thuế từ những người có thu nhập cao hơn một ngưỡng nhất định.

## Thuế thu nhập và điều tiết thu nhập
Thuế thu nhập là trường hợp điển hình của việc chính quyền dùng thuế để điều tiết thu nhập vì mục đích công bằng. Thông qua áp dụng thuế suất lũy tiến, chính quyền buộc người có thu nhập cao hơn phải chịu gánh nặng thuế lớn hơn (đánh thuế theo khả năng). Cơ quan thu sẽ đặt ra các bậc thuế; mỗi bậc tương ứng với một phạm vi thu nhập. Đối với mỗi bậc sẽ có một thuế suất riêng. Bậc thuế cho phạm vi thu nhập cao hơn, sẽ có thuế suất cao hơn. Bậc thuế tương ứng với phạm vi thu nhập thấp nhất có thể có thuế suất là 0%. Thông thường, trong luật thuế thu nhập, chính quyền sẽ không nói là miễn thuế cho đối tượng nộp thuế ở bậc này, mà thay vào đó nói rằng họ phải chịu thuế suất 0%.
Chính quyền còn dùng thuế thu nhập để điều tiết thu nhập bằng cách khấu trừ (trừ vào tổng số thuế phải nộp thông thường) khi người đóng thuế là người tàn tật dẫn tới khả năng lao động kiếm thu nhập của anh ta bị hạn chế, khi người đóng thuế có con nhỏ hơn một độ tuổi nhất định. Ở một số nước, nếu vợ hoặc chồng của người đóng thuế không đi làm, người đóng thuế cũng được chính quyền khấu trừ. Khoản thu nhập không phải đóng thuế này gọi là thu nhập miễn thuế.
Ở Việt Nam, nhằm mục đích điều tiết chênh lệch về khả năng thu giữa ngân sách trung ương và ngân sách địa phương, trung ương thường nhượng lại một phần (nhiều khi là toàn bộ) tiền thuế thu nhập thu được cho ngân sách cấp tỉnh.

## Các bất cập về thuế thu nhập ở Việt Nam

### Thuế thu nhập cá nhân

#### Các ca sĩ, nghệ sĩ
Theo Tuổi trẻ, một nữ ca sĩ nhạc thị trường thuộc top catsê cao và gần đây càng nổi danh trong vai trò giám khảo một chương trình truyền hình thực tế. Cô này cũng làm đại diện hình ảnh cho nhiều nhãn hàng lớn nhưng số thuế phải nộp rất thấp.
Cả năm 2009, ca sĩ này chỉ nộp 37 triệu đồng tiền thuế, tương đương 3,1 triệu đồng/tháng, quy ra thu nhập mỗi tháng chỉ ở mức trên dưới 20 triệu đồng.
Danh tiếng càng ngày càng tăng, catsê cũng đi lên theo chiều thẳng đứng nhưng bất thường ở chỗ số thuế phải nộp mỗi năm của nữ ca sĩ này ngày càng giảm.
Năm 2010, số thuế phải nộp của cô giảm còn 30,6 triệu đồng, đến năm 2011 con số này giảm đột ngột chỉ còn hơn 8,1 triệu đồng.
Nhiều ý kiến đánh giá cho rằng ngành thuế đã chưa làm tròn nhiệm vụ. Ông Nguyễn Thái Sơn, nguyên trưởng phòng thuế thu nhập cá nhân Cục Thuế Thành phố Hồ Chí Minh, nói về việc cơ quan thuế bỏ bẵng nguồn thu này trong suốt bốn năm qua: "Thu thuế nghệ sĩ rất dễ. Vấn đề ở chỗ Cục Thuế TP.HCM đã chọn mô hình sai".